# Tony Judt
Tony Judt (Londra, 2 gennaio 1948 – New York City, 6 agosto 2010) è stato uno storico britannico, residente negli Stati Uniti.
Specializzato in storia europea, ha ricoperto il ruolo di Erich Maria Remarque Professor in European Studies all'Università di New York dove ha diretto l'Erich Maria Remarque Institute. È stato un collaboratore abituale de The New York Review of Books. Nel 1996 è stato eletto membro della American Academy of Arts and Sciences, e dal 2007 era membro corrispondente della British Academy.

## Biografia
Nato nel 1948, Tony Judt è cresciuto nell'East End di Londra da una madre figlia di immigrati russi e da un padre belga discendente da una linea di rabbini di origine ebreo-lituana. Fu educato alla Emanuel School, prima di ricevere un Bachelor of Arts nel 1969 e un PhD in storia nel 1972 dall'Università di Cambridge.

### Impegno e ripensamento sionista
Come molti altri nati da genitori ebrei, Judt crebbe in una famiglia secolare, ma fu comunque avviato a una scuola ebraica e introdotto alla cultura Yiddish dei suoi nonni, che Judt dichiara di ricordare ancora con nostalgia. Incoraggiato dai genitori, Judt, entusiasta, si lanciò a capofitto nel mondo della politica israeliana all'età di 15 anni. Aiutò la promozione della migrazione di ebrei britannici in Israele. Nel 1966, avendo vinto una borsa di studio al King's College di Cambridge, si concesse un anno di pausa prima degli studi universitari andando a lavorare nel kibbutz dell'organizzazione sionista Machanaim. Quando, nel 1967, Nasser espulse dal Sinai le truppe delle Nazioni Unite, e Israele si mobilitò per la guerra, egli, come molti ebrei europei, fece volontariato nel sostituire i membri del kibbutz richiamati per la guerra. Durante e dopo la guerra dei sei giorni, lavorò come autista e traduttore per le forze armate israeliane.
Ma durante il dopoguerra, il convincimento di Judt nell'avventura sionista iniziò a vacillare. "Mi accompagnava questa fantasia idealistica di voler creare un paese socialista e comunitario attraverso il lavoro" ha detto Judt. Il problema di questa visione, come ora iniziava a credere, era il suo essere "notevolmente inconsapevole della gente che era stata espulsa dal paese, a soffrire in campi per rifugiati per rendere possibile questa fantasia."

### La malattia
Nel 2008 gli fu diagnosticata una sclerosi laterale amiotrofica (SLA). Da ottobre 2009 è rimasto paralizzato dal collo in giù, una condizione che non gli ha impedito di tenere una conferenza pubblica di due ore Negli ultimi anni si è dedicato alla scrittura di quattro articoli per la New York Review of Books, dedicati alla sua condizione di malato di SLA. È morto nella sua casa di New York il 6 agosto 2010.

## Scritti

### Storia europea
Dopo il Bachelor's degree conseguito a Cambridge, Tony Judt ha proseguito i suoi studi sotto gli auspici dell'École normale supérieure. L'esperienza parigina contribuì a quello che sarebbe diventato un lungo e fruttuoso rapporto con la cultura politica francese. Il suo primo libro, Socialism in Provence 1871-1914: A Study in the Origins of the French Modern Left, un'“indagine su una tradizione politica che ha dato forma a una nazione”, era prima di tutto una storia sociale.

## Opere
- (EN) Socialism in Provence 1871-1914: A Study in the Origins of the Modern French Left, Cambridge University Press, 1979, ISBN 0-521-22172-2.
- (EN) Marxism and the French Left: Studies on Labour and Politics in France, 1830-1982, London, Clarendon, 1990, ISBN 0-19-821578-9.
- Past Imperfect: French Intellectuals, 1944-1956, University of California Press, 1992, ISBN 0-520-07921-3.
- A Grand Illusion? An Essay on Europe, Douglas & McIntyre, 1996, ISBN 0-8090-5093-5.
- The Burden of Responsibility: Blum, Camus, Aron, and the French Twentieth Century, University of Chicago Press, 1998, ISBN 0-226-41418-3.
- Identity Politics in a Multilingual Age, Palgrave, 2004, ISBN 1-4039-6393-2.
- Dopoguerra. Come è cambiata l'Europa dal 1945 a oggi (Postwar: A History of Europe since 1945, Penguin Press, 2005), traduzione di Aldo Piccato, Collezione Le Scie, Milano, Mondadori, 2007, ISBN 978-88-04-57168-1. - col titolo Postwar. Europa 1945-2005, Collana Cultura storica, Roma-Bari, Laterza, 2017, ISBN 978-88-58-12648-6; col titolo Dopoguerra. La nostra storia 1945-2005, Collana Oscar Storia, Milano, Mondadori, 2025, ISBN 978-88-047-9303-8.
- L'Età dell'oblio. Sulle rimozioni del '900 (Reappraisals: Reflections on the Forgotten Twentieth Century, Penguin Press, 2008), traduzione di Paolo Falcone, Collana I Robinson.Letture, Roma-Bari, Laterza, 2009, ISBN 978-88-42-08880-6. - Collana Oscar Storia, Milano, Mondadori, 2025, ISBN 978-88-047-9305-2. [saggi pubblicati fra il 1994 e il 2006]
- Guasto è il mondo (Ill Fares the Land, Penguin Press, 2010), traduzione di F. Galimberti, I Robinson.Letture, Roma-Bari, Laterza, 2011, ISBN 978-88-42-09490-6.
- Lo chalet della memoria. Tessere di un Novecento privato (The Memory Chalet, Penguin Press, 2010), traduzione di Maria Giuseppina Cavallo e Paola Marangon, Collana I Robinson.Letture, Roma-Bari, Laterza, 2011, ISBN 978-88-420-9611-5.
- Tony Judt-Timothy Snyder, Novecento. Il secolo degli intellettuali e della politica (Thinking the Twentieth Century, Heinemann, 2012), Collana I Robinson.Letture, Roma-Bari, Laterza, 2012, ISBN 978-88-42-08881-3.